# Favor
Favor était une entreprise française fabriquant des motos, cyclomoteurs et cycles à Chamalières près de Clermont-Ferrand. Fondée en 1898 par Étienne Guillaume, elle a fermé ses portes en 1977.

## Historique

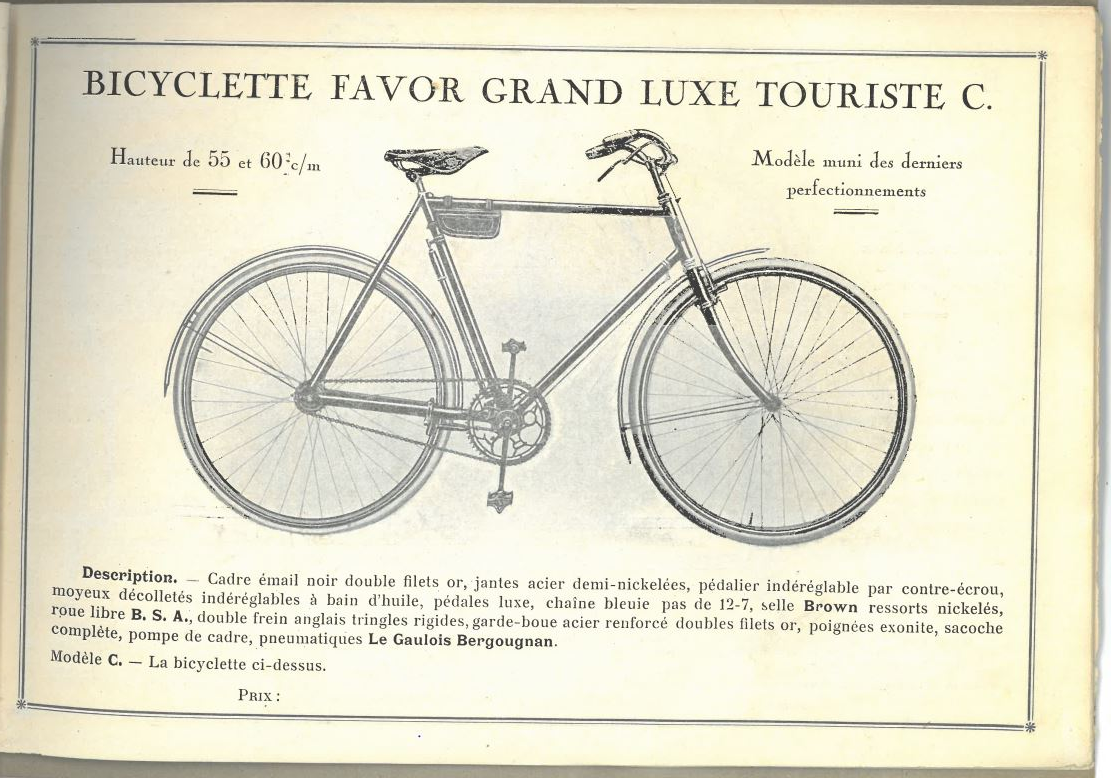
Bicyclette Favor.

- 1898 : Fondation de l’entreprise Favor à Clermont-Ferrand par Étienne Guillaume, une usine verra le jour au 77 avenue de Royat à Chamalières.
- 1904 : Cycles et commerce de pièces.
- 1919 : Joseph et René, les frères d’Étienne Guillaume, rejoignent l’entreprise.
- 1921 : Première moto Favor, une 125 2T. Les moteurs Favor seront fabriqués par les Éts Chevillard de Montrouge jusqu’en 1940. Les motos Favor seront aussi animées par des moteurs d'autres marques, d'abord anglais : JAP, Blackburn, puis français : Zürcher, AMC, Ydral, etc.

- 1955 :

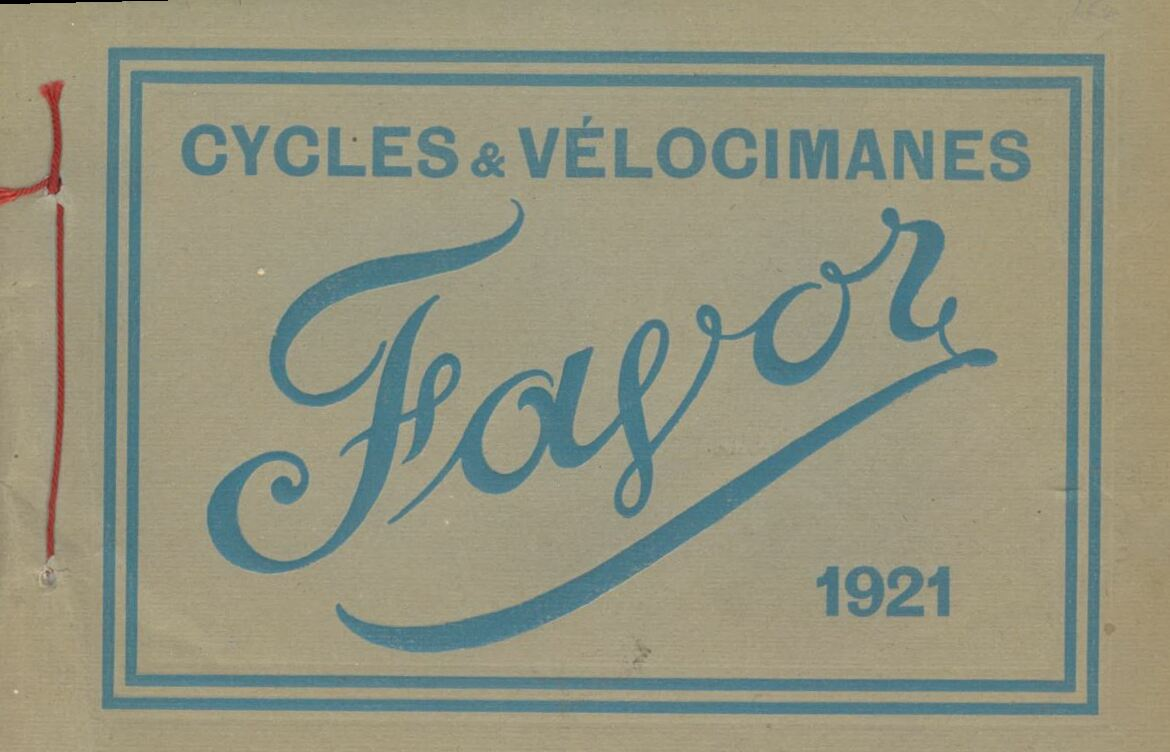
Collection Clermont Auvergne Métropole (bibliothèque du patrimoine, cote A 87217)

  - Accords avec le constructeur Riva Sport Industrie (RSI) de Vichy.
  - Rachat des stocks du constructeur voisin Gima de Chamalières alors en liquidation.
  - Rachat en juin du motoriste Alter de Chalette-sur-Loing.
- 1959 : Favor-Alter est sacré champion de France de régularité catégorie 50 et 100 cm3. Arrêt de la production de motos Favor, la marque se concentre désormais sur les cycles, cyclomoteurs et cyclo-sports.
- 1960 : Accords avec le constructeur de moto italien Benelli, lancement des cyclo-sports Favor-Benelli 50 cm3 à quatre vitesses.
- 1971 : Fin des deux-roues motorisés Favor, la marque continue la fabrication de cycles.
- 1977 : Cession d’activités de l'entreprise Favor.